# Взрыв автобуса на маршруте Тбилиси — Агдам
Взрыв автобуса Тбилиси — Агдам — террористический акт, взрыв, произошедший в 20 км от Гянджи (Азербайджанская ССР) 10 августа 1990 года в пассажирском автобусе ЛиАЗ-677, следовавшем по маршруту Тбилиси — Агдам.

## Жертвы
В результате взрыва автобуса с 60 пассажирами на борту погибло от 15 до 20 человек, ранено от 16 до 30 человек.

## Организаторы взрыва
Считается, что взрыв был организован членами организованной дашнаками подпольной армянской террористической организации «Вреж», чьей первой операцией был взрыв автобуса, следовавшего по маршруту Тбилиси — Баку 16 сентября 1989 года, в результате которого погибло 5 человек и 27 получили ранения.
Согласно азербайджанским СМИ подрыв автобуса совершили Армен Михайлович Аванесян и Михаил Михайлович Татевосов, которые были арестованы. В мае 1992 года Армен Аванесян был приговорён к смертной казни, а Михаил Татевосов — 15 годам лишения свободы. Также отмечается, что в ходе следствия было выяснено, что преступники также планировали 17 июля 1991 года взорвать автобус, следующий по маршруту Агдам — Тбилиси, однако по независящим от них причинам не смогли совершить теракт. В мае 1992 года в Тертерском районе Татевосов был обменян на азербайджанских заложников.